# Compsoptera jourdanaria
Compsoptera jourdanaria là một loài bướm đêm trong họ Geometridae.